# John Dahlbäck
John Erik Åke Allan Dahlbäck, född 13 oktober 1985 i Ösmo församling i Stockholms län, är en svensk housemusiker, discjockey och musikproducent.
Han har främst nått framgångar utanför Sveriges gränser. Verksam inom housegenren och har han ett flertal produktioner bakom sig, såsom "Hustle Up", "Everywhere", "Blink", "Out There" och "Pyramid". Han har gett ut låten "One Last Ride" med Erik Hassle. Han remixade även Alanis Morissettes sång "Underneath".
John Dahlbäck tillhör en släkt med många musiker. Fadern Erik Dahlbäck är trummis och modern Kersti Olin är sångerska, halvbrodern Andreas Dahlbäck är producent. Farbrodern Bernt Dahlbäck var komiker och underhållare och med dennes son, producenten Jesper Dahlbäck, har Andreas Dahlbäck samarbetat.